# Anguillicola globiceps
Anguillicola globiceps is een rondwormensoort uit de familie van de Anguillicolidae. De wetenschappelijke naam van de soort is voor het eerst geldig gepubliceerd in 1935 door Yamaguti.